# Bulbophyllum forrestii
Espèce
Bulbophyllum forrestii est une espèce de plantes à fleurs du genre Bulbophyllum et de la famille des Orchidaceae. C'est une orchidée épiphyte nommée en l'honneur du botaniste George Forrest (1873-1932) par Gunnar Seidenfaden en 1974. Elle fleurit en mai-juin.

## Taxonomie
Synonymes
- Cirrhopetalum aemulum W.W.Sm.[2]
- Bulbophyllum aemulum Schltr. (1905)
- Rhytionanthos aemulus (W.W.Sm.) Garay, Hamer & Siegerist

## Habitat et distribution
Bulbophyllum forrestii pousse sur les troncs des forêts humides du sud et de l'ouest du Yunnan, ainsi que dans certaines forêts de Thaïlande et de Birmanie.